# Johannes Gessner
Johannes Gessner (Wangen, 18 de março de 1709 – Zurique, 6 de maio de 1790) foi um matemático, físico, botânico, mineralogista e médico suíço. Ele é visto como o fundador da "Naturforschende Gesellschaft em Zurique".

## Vida
Gessner nasceu e morreu em Zurique, onde treinou com o médico Johannes von Muralt. Mudou-se para Basileia para estudar medicina, continuando seus estudos em 1726 e 1727 na Universidade de Leiden. Lá ele se tornou amigo de Albrecht von Haller, com quem fez uma grande viagem a Paris para terminar seus estudos médicos. Lá ele escreveu seu diário, mais tarde publicado como Pariser Tagebuch. Os dois amigos em 1728 estudaram matemática com Johann Bernoulli e viajaram pela Suíça.
Gessner tornou-se médico na Basileia em 1730, mas logo mudou para uma carreira científica. Em 1733 tornou-se professor de matemática e em 1738 começou a ensinar física em Zurique. Gessner influenciou muitos estudantes suíços, como Johann Heinrich Rahn e Johann Georg Sulzer.
Gessner produziu publicações sobre a flora suíça e, como seguidor de Carl Linnaeus, concebeu a ideia de criar ilustrações que retratassem as famílias de plantas de Lineu. Com a ajuda do pintor e gravador Christian Gottlieb Geissler, ele produziu a Tabulae Phytographicae de 24 partes, que apareceu pela primeira vez em 1795.

## Trabalhos
Científico:
- Phytographia sacra , 1759-69
- Tabulae phytographicae , 1795-1804

Literário:
- Pariser Tagebuch , 1727.